# Dicliptera callichlamys
Dicliptera callichlamys är en akantusväxtart som beskrevs av Gottfried Wilhelm Johannes Mildbraed. Dicliptera callichlamys ingår i släktet Dicliptera och familjen akantusväxter. Inga underarter finns listade i Catalogue of Life.